# Dicumarol
Dicoumarol é um fármaco anticoagulante, que funciona como antagonista da vitamina K.
O dicumarol é uma substância química natural de origem vegetal e fúngica combinada. É um derivado da cumarina, uma substância de sabor amargo, mas de odor adocicado, produzida por plantas, que não afeta a coagulação, mas que é (classicamente) transformada em dicumarol ativo em rações ou silagens mofadas por diversas espécies de fungos. O dicumarol afeta a coagulação e foi descoberto no feno úmido e mofado de trevo-doce como causa de uma doença hemorrágica natural em bovinos.